# وتا دومباكسي
وتا دومباكسي (بالبرتغالية: Wuta Dombaxe) مواليد 5 أبريل 1986، هي لاعبة كرة يد أنغولية تلعب كظهير أيمن. مثلت منتخب أنغولا لكرة اليد للسيدات. شاركت في دورة الألعاب الأولمبية الصيفية سنة 2008.

## سجل المنافسة
شاركت في البطولات التالية:
- الألعاب الأولمبية الصيفية 2008
- الألعاب الأولمبية الصيفية 2016
- بطولة العالم لكرة اليد للسيدات 2015

## روابط خارجية
- وتا دومباكسي على موقع اللجنة الأولمبية الدولية (الإنجليزية)
- وتا دومباكسي على موقع أوليمبيديا (الإنجليزية)